# Улица Пушкина (Казань)

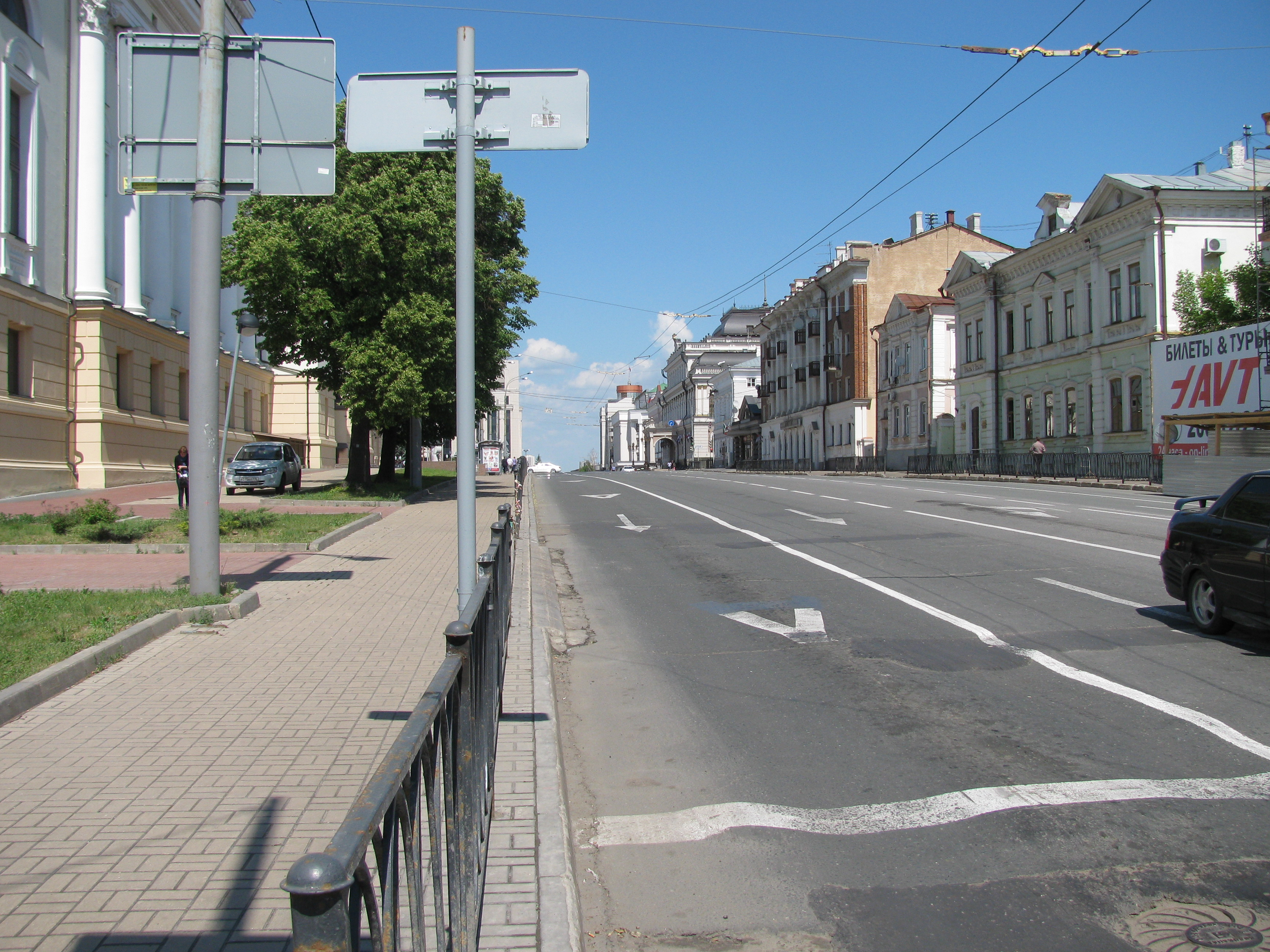
Улица Пушкина в сторону Площади Свободы

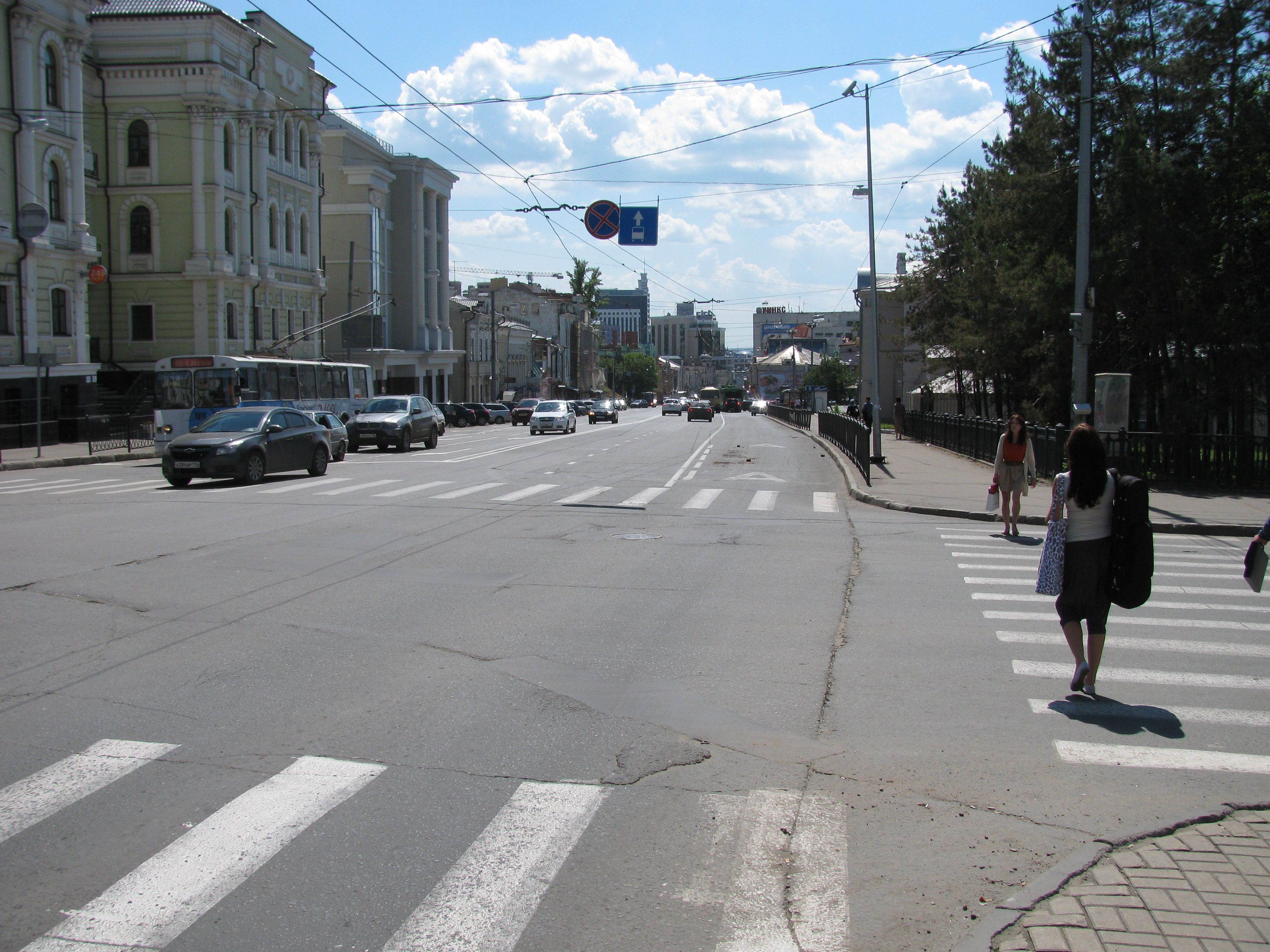
Улица Пушкина в сторону Площади Тукая

У́лица Пу́шкина (тат. Пушкин урамы) — одна из центральных улиц Казани протяжённостью около двух километров; названа в честь поэта Александра Сергеевича Пушкина (1799—1837) во время празднования 100-летия со дня его рождения в 1899 году.

## История
Начинавшаяся на высоком берегу Казанки от Троице-Феодоровского монастыря улица называлась Верхней Фёдоровской. Её продолжением была 1-я Театральная улица, проходившая через Театральную площадь до сада. В 1899 году эти улицы были объединены и названы в честь 100-летия А. С. Пушкина его именем. В 1996 году улицу Пушкина объединили с улицей Куйбышева; тем самым продлив её до площади Куйбышева (ныне — площадь Тукая) и сквера имени Тукая.

## Объекты улицы

### Скверы и площади
У улицы Пушкина расположены сквер имени Тукая и Ленинский сад, она проходит через площадь Тукая, площадь Свободы и заканчивается у площади Султан-Галиева.

### Памятники

Памятник Г. Тукаю на ул. Пушкина

На улице находятся:
- Памятник А. С. Пушкину
- Памятник А. М. Бутлерову
- Памятник М. М. Вахитову
- Памятник Л. Н. Гумилёву
- Памятник Г. Тукаю
- Памятник В. И. Ленину

### Здания
На улице расположены многие значимые для Татарстана и Казани административные здания, культурные учреждения, торговые центры, учебные заведения, жилые дома и гостиницы.
- № 38 — Дом В. Л. Ажгихина
- № 58 — жилой дом завода № 230[8].

#### Административные здания
- Кабинет Министров Республики Татарстан.
- Государственный Совет Республики Татарстан.
- Верховный суд Республики Татарстан.
- Конституционный суд Республики Татарстан.
- Казанская ратуша.
- Отделение Пенсионного фонда России по Республике Татарстан.

#### Культурные учреждения
- Национальная библиотека Республики Татарстан (здание НКЦ «Казань»)[9].
- Государственный Большой концертный зал им. С. Сайдашева.
- Татарский академический государственный театр оперы и балета имени Мусы Джалиля.
- Культурно-спортивный комплекс (КСК) УНИКС Казанского университета.

#### Торговые центры
- ТРК «Кольцо».
- ТЦ «Colosseum».
- ТЦ «ГУМ».

#### Учебные заведения
- Казанская государственная консерватория.
- Институт Татарской энциклопедии и регионоведения.
- Институт востоковедения и международных отношений КФУ.

#### Гостиницы
- «Гранд Отель Казань».
- «Татарстан».

## Транспорт
По улице ходят автобусы (маршруты 10, 10а, 29, 30, 35, 35а, 54, 63, 71, 90 и 91) и троллейбусы (маршруты 2, 3, 5, 7 и 8). Также она пересекается с линией метро (станция «Площадь Тукая»). До 2008 года по ней проходила трамвайная линия.

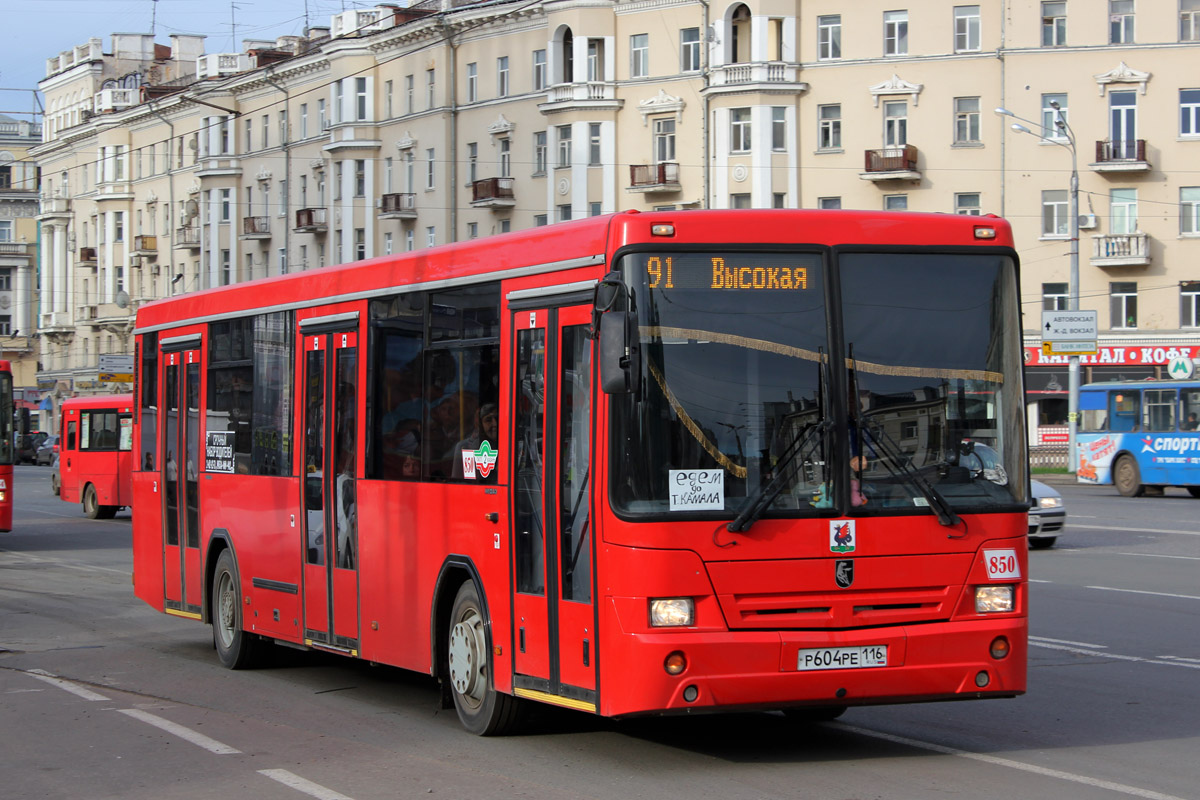
Автобус НефАЗ-5299
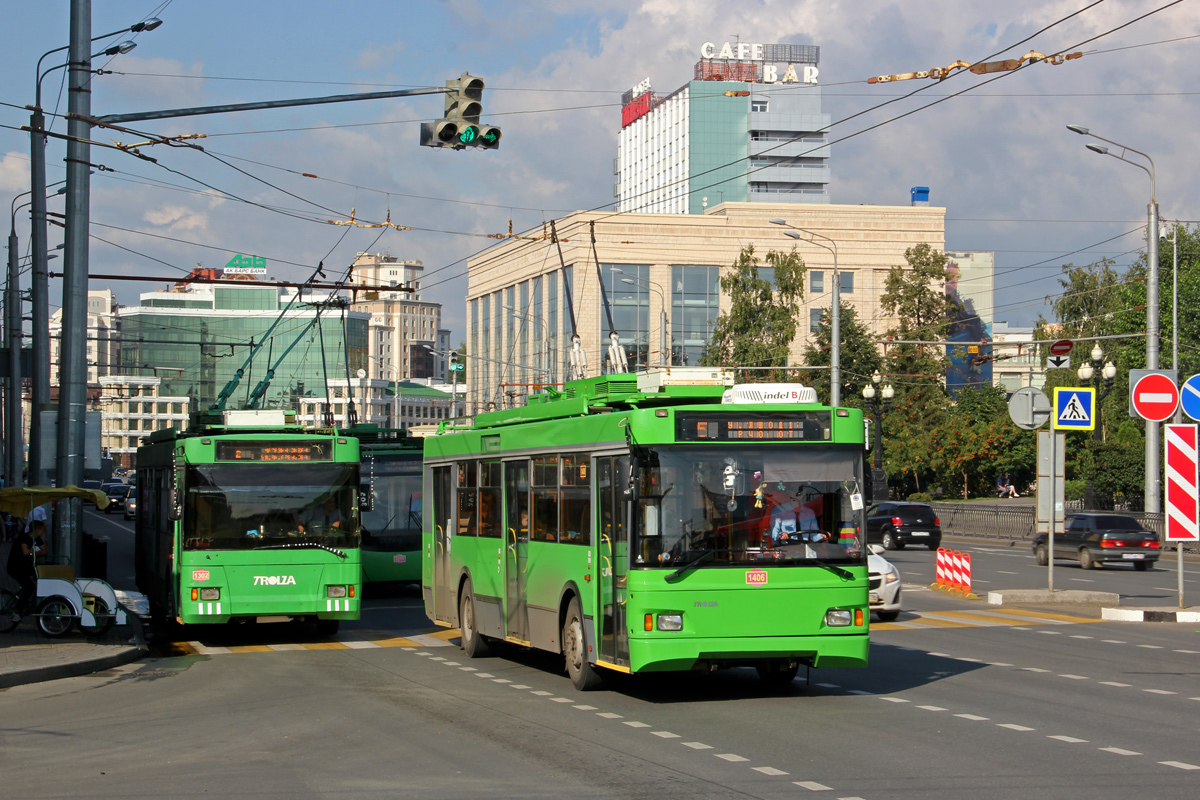
Троллейбусы Тролза Оптима
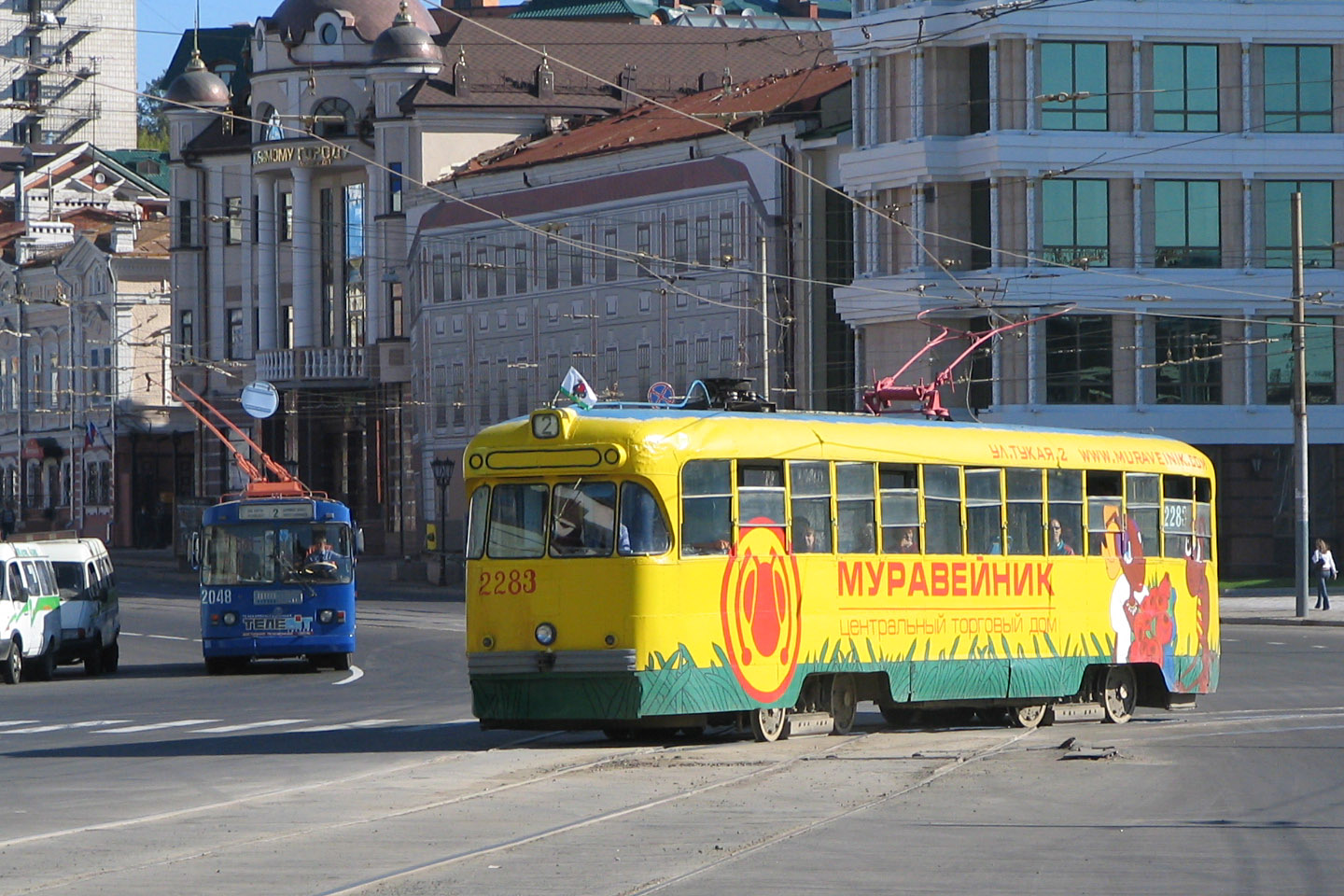
Трамвай РВЗ-6М2. 2005 год

### Комментарии
1. ↑  название на татарском языке — Югары Фидырыфски урам[3]